# Aegosoma pici
Aegosoma pici là một loài bọ cánh cứng trong họ Cerambycidae.